# Xylomyces aquaticus
Xylomyces aquaticus är en svampart som först beskrevs av Dudka, och fick sitt nu gällande namn av K.D. Hyde & Goh 1999. Xylomyces aquaticus ingår i släktet Xylomyces och familjen Aliquandostipitaceae.   Inga underarter finns listade i Catalogue of Life.